# Alles mit Gott und nichts ohn' ihn, BWV 1127

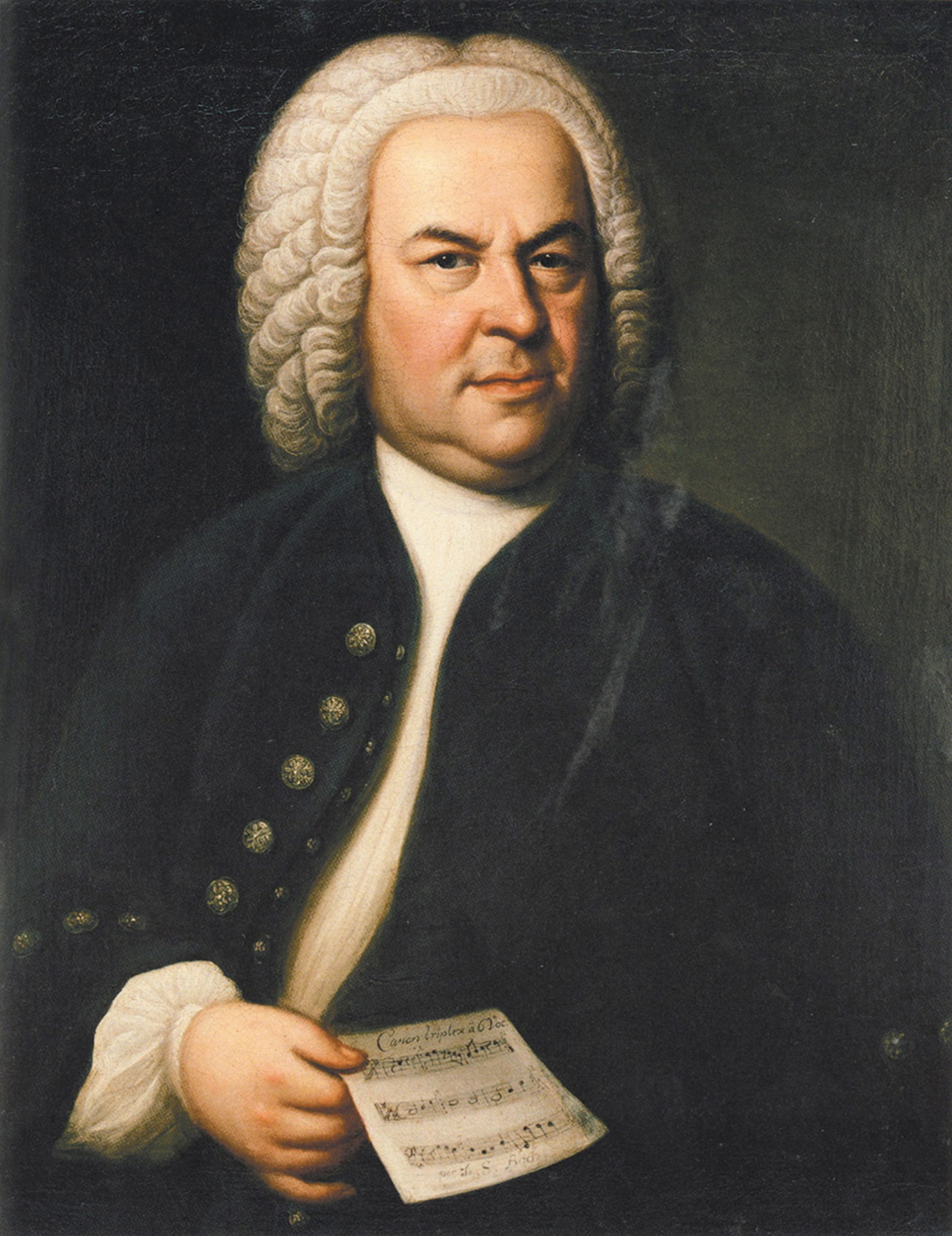
Johann Sebastian Bach, compositor de la obra.

Alles mit Gott und nichts ohn' ihn, BWV 1127 (en español, Todo con Dios y nada sin él) es un aria para soprano, cuerdas y bajo continuo escrita en octubre de 1713 por Johann Sebastian Bach con texto del teólogo Johann Anton Mylius. Michael Maul, un investigador del Bach-Archiv Leipzig, la descubrió el 17 de mayo de 2005 en Weimar, la ciudad donde se compuso y estrenó la obra. La última vez que se descubrió una obra vocal previamente desconocida de Bach fue en 1935.

## Historia y texto
La frase Alles mit Gott und nichts ohn 'ihn era el lema del duque Guillermo Ernesto de Sajonia-Weimar, a quien Bach sirvió como organista de la corte. La obra es una oda en honor al 52 cumpleaños del duque. El texto lo escribió Johann Anton Mylius.
La partitura autógrafa se ha conservado desde el siglo XVIII en la Biblioteca de la duquesa Ana Amalia de Weimar, donde se archivó con material relacionado con las celebraciones del cumpleaños del duque.

## Música
El aria tiene partitura para voz de soprano, dos violines, viola, violonchelo y bajo continuo. Bach estableció el texto en forma estrófica, dando como resultado una de sus obras menos complejas. El lema del duque sirve como íncipit para el aria. Cada estrofa también comienza con un preludio del bajo de 52 notas, que representa la edad del duque, y concluye con un ritornello «denso, motívico y contrapuntual». La línea vocal incluye una sección A «ingeniosamente melismática y "pegadiza"» y una sección B «armónicamente expansiva».

## Grabaciones
Tres distinguidos directores grabaron la obra en 2005: John Eliot Gardiner, Ton Koopman y Masaaki Suzuki. Según la mayoría de los informes, John Eliot Gardiner fue el primero en grabar la obra a instancias del Bach-Archiv. La versión de Gardiner presenta a la soprano Elin Manahan Thomas y se publicó en 2006 con canciones de otras cantatas grabadas en la Bach Cantata Pilgrimage de 2000. La versión de Masaaki Suzuki, con Carolyn Sampson, afirma ser la primera grabación completa, ya que la grabación de Gardiner no incluyó todas las doce estrofas. La grabación de Ton Koopman presenta a Lisa Larsson y se publicó como parte de su serie completa de cantatas.
- Bach/Alles mit Gott, John Eliot Gardiner, Elin Manahan Thomas, Principals of the English Baroque Soloists, Soli Deo Gloria
- J.S. Bach: Complete Cantatas Vol. 20, Ton Koopman, Amsterdam Baroque Orchestra, Lisa Larsson, Antoine Marchand
- J.S. Bach: J.S. Bach: Cantatas Vol. 30, Masaaki Suzuki, Bach Collegium Japan, Carolyn Sampson, BIS